# Oberdolling
Oberdolling är en kommun och ort i Landkreis Eichstätt i Regierungsbezirk Oberbayern i förbundslandet Bayern i Tyskland.
Kommunen ingår i kommunalförbundet Pförring tillsammans med köpingen Pförring och kommunen Mindelstetten.